# Francesco Condulmer
Francesco Condulmer   (Venècia, 1390 - Roma, 30 d'octubre de 1453) fou un cardenal italià. Era fill de Simone Condulmer, nebot del papa Eugeni IV i besnét del papa Gregori XII. També va ser anomenat el "cardenal de Venècia".

## Biografia
Va ser nomenat, pel seu oncle, cardenal prevere amb el títol de San Clemente al consistori del 19 de setembre de 1431. El 1432 va ser escollit camarlenc del Sagrat Col·legi de Cardenals. El gener de 1432, esdevingué cardenal protector de la basílica de San Paolo fuori le Mura. El 1433 va ser nomenat administrador apostòlic de Narbona, càrrec que va ocupar fins al 1436, quan va ser nomenat administrador apostòlic d'Amiens fins al 1437, quan va ser triat com a arquebisbe de Besançon.
A la primavera de 1434, una insurrecció que va esclatar a Roma va obligar el Papa a abandonar la ciutat i refugiar-se a Florència. Durant la revolta, el cardenal Condulmer va ser detingut breument. A l'octubre Roma va tornar sota control papal gràcies a l'acció enèrgica del futur cardenal Giovanni Vitelleschi.
Va ser camarlenc de l'Església Romana des de 1432 fins a 1439 i vicecanceller des de 1437. El 20 d'octubre de 1438 va ser nomenat bisbe de Verona, càrrec que va ocupar fins a la seva mort. Legat papal en diverses ocasions, en particular a Constantinoble per als preparatius per a la unió entre l'Església llatina i l'Església Ortodoxa al Concili de Florència el 1438, després a Venècia el 1440, va estar al capdavant de la flota contra els turcs el 1444. Va participar en el conclave de 1447 i va ser enviat pel nou papa Nicolau V al rei de Nàpols Alfons V d'Aragó.
El 1445 optà per l'orde dels cardenals-bisbes i la seu suburbicària de Porto i Santa Rufina. Es va construir un palau prop de les ruïnes del teatre de Pompeu, al Campo de' Fiori.
Està enterrat a la basílica de Sant Pere del Vaticà.